# Поточани (заказник)
Поточа́ни — загальнозоологічний заказник місцевого значення в Україні. Розташований у межах Нараївської сільської громади Тернопільського району Тернопільської області, між селами Поточани, Стриганці та Залужжя, у лісовому урочищі «Поточани».
Площа — 722 га. Створений відповідно до рішення виконкому Тернопільської обласної ради № 198 від 30 червня 1986 року. Перебуває у віданні Бережанського державного лісомисливського господарства. Рішенням Тернопільської обласної ради № 15 від 22 липня 1998 року мисливські угіддя заказника надані у користування Бережанському державному лісомисливському господарству (Урманське лісництво, кв. 2-15) як постійно діюча ділянка з охорони, збереження та відтворення мисливської фауни.
Під охороною — численна мисливська фауна. Трапляються борсук звичайний, заєць сірий, куріпка сірі, лисиця руда, сарна європейська, вивірка лісова, куниця лісова, свиня дика — цінні мисливські види та інші тварини.